# イワニガナ
イワニガナ（岩苦菜、学名：Ixeris stolonifera ）は、キク科ニガナ属の多年草。別名ジシバリ（地縛り）。

## 分布と生育環境
日本全国、朝鮮半島、中国に分布し、日当たりのよい山野から田畑、市街地にまで自生している。

## 特徴
花茎の高さは5〜15cmくらい。葉は根生し長い葉柄がつく。葉の形は卵形で縁は全縁。花期は4〜7月で、直径25mmほどの淡黄色の花を1株に3個ほどつける。
よく似るオオジシバリ（大地縛り、学名：Ixeris debilis ）は、イワニガナより花茎が高く、花、葉ともに大型で、葉の形が披針形で縁に鋸歯がある。

## 名称
和名は、岩の上にも生えることができるニガナという意味である。別名の「ジシバリ」は、地面を這うように伸びて広がる根の様子が、地面を縛っているようにみえることに由来する。